# Gmina Lubin
Gmina Lubin je polská vesnická gmina v okrese Lubin v Dolnoslezském vojvodství. Sídlem gminy je město Lubin. V roce 2020 zde žilo 16 521 obyvatel.
Gmina má rozlohu 289,8 km² a zabírá 40,7 % rozlohy okresu. Skládá se z 30 starostenství.

## Části gminy
Starostenství
Buczynka, Bukowna, Chróstnik, Czerniec, Dąbrowa Górna, Gogołowice, Gola, Gorzelin, Gorzyca, Karczowiska, Kłopotów, Krzeczyn Mały, Krzeczyn Wielki, Księginice, Lisiec, Miłoradzice, Miłosna, Miroszowice, Niemstów, Obora, Osiek, Pieszków, Raszowa, Raszówka, Siedlce, Składowice, Szklary Górne, Ustronie, Wiercień, Zimna Woda
Sídla bez statusu starostenství
Bolanów, Lubków, Łazek, Owczary, Podgórze,Raszowa Mała, Zalesie